# Sangrado subconjuntival

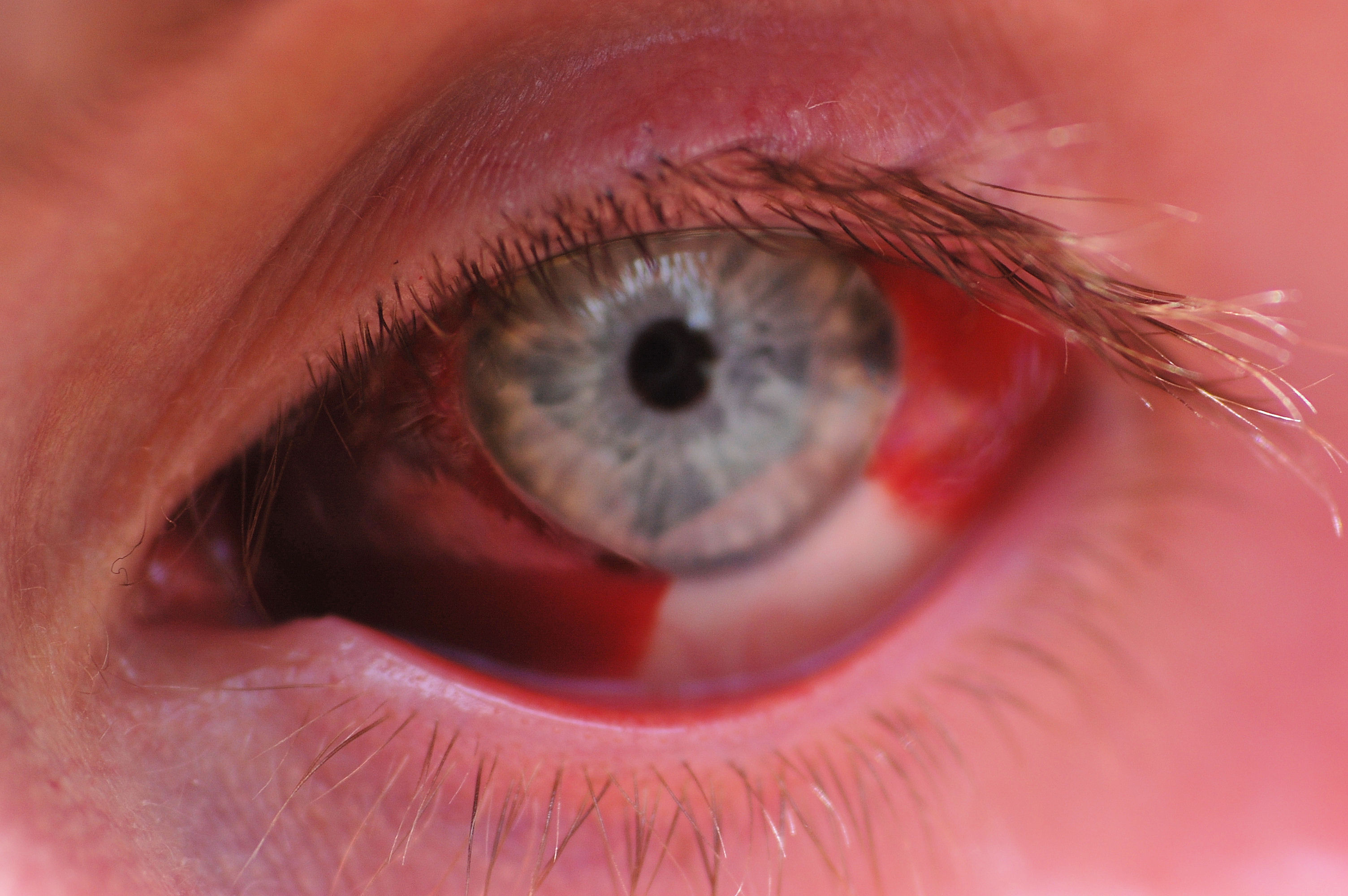
Foto de hiposfagma

El hiposfagma o hemorragia subconjuntival es un desbordamiento de sangre en la porción anterior del ojo, por debajo de la conjuntiva. Se produce por la rotura de pequeños vasos sanguíneos que ocasionan una acumulación de sangre en el espacio situado entre la conjuntiva bulbar y la esclerótica. Es una mancha roja de extensión sectorial sin traspasar el limbo corneal.

## Causas
Suele ser de causa desconocida aunque también puede haber factores desencadenantes tales como un ataque de tos, estornudos, maniobras de Valsalva, tratamientos con antiagregantes plaquetarios o anticoagulantes, traumatismos oculares, crisis hipertensivas que siempre deben ser descartadas en esta entidad, enfermedades poco frecuentes como son las discrasias sanguíneas (hemofilia, drepanocitosis) y otras alteraciones vasculares como angiomas, telangiectasias. También se presenta en casos de trastornos como la bulimia, cuando el vómito inducido genera la ruptura de capilares muy delicados del ojo.

## Cuadro clínico
Generalmente no da síntomas o puede cursar con sensación de cuerpo extraño. Desaparece progresivamente en un tiempo variable que puede llegar a ser de un mes. Normalmente se reabsorbe en 8-10 días.
La conjuntiva carece de anclaje en la esclerótica y es habitual que durante las horas posteriores a la aparición de una hemorragia, esta siga extendiéndose. Esta circunstancia no debe producir alarma.
Ante un hiposfagma debe tomarse la presión arterial para descartar una descompensación con cifras tensionales altas o una crisis hipertensiva. Si el hiposfagma es reiterado, y sobre todo si se acompaña de hemorragias cutáneas, deben efectuarse pruebas de coagulación.

## Tratamiento
No precisa, pero es necesario revisar la presión arterial.